# IDENTITY (布袋寅泰の曲)
『IDENTITY』（アイデンティティ）は、布袋寅泰の27枚目のシングル。

## 概要
2005年2月23日に、東芝EMIから発売された。
アルバム『MONSTER DRIVE』先行シングル。前作『アナザー・バトル』より8ヶ月振りのシングル。ニンテンドー ゲームキューブ用ソフト「スターフォックス アサルト」CFソングに使用。ミックスエンジニアにロンドンのマイケル・ツィマリング、ジャケット写真を久保木俊介が担当し、『GUITARHYTHM』時代のスタッフが久々に集結した。CD EXTRA仕様で、次作のシングル『LIBERTY WINGS』のラフミックスが２テイクと写真が収録されている。

## 収録曲
| 全作曲・編曲: 布袋寅泰。 |                             |           |            |      |
| #                        | タイトル                    | 作詞      | 作曲・編曲 | 時間 |
| 1.                       | 「IDENTITY」                | 布袋寅泰  | 布袋寅泰   | 4:39 |
| 2.                       | 「NO MORE GIMMICK」         | 吉田修一  | 布袋寅泰   | 4:57 |
| 3.                       | 「IDENTITY (inst.)」        |           | 布袋寅泰   | 4:39 |
| 4.                       | 「NO MORE GIMMICK (inst.)」 |           | 布袋寅泰   | 4:59 |
| 合計時間:                | 合計時間:                   | 合計時間: | 19:14      |      |

## 曲解説
1. IDENTITY
ニンテンドーゲームキューブ用ソフト「スターフォックス アサルト」CMソング
2. NO MORE GIMMICK
3. IDENTITY (inst.)
4. NO MORE GIMMICK (inst.)

## CD EXTRA
1. 予告編～NEXT SINGLE TRACK 1 (Rough Mix)
2. 予告編～NEXT SINGLE TRACK 2 (Rough Mix)
3. HOTEI DIGITAL PHOTO BOOK